# 메시노 료타로
메시노 료타로(일본어: 食野 亮太郎, 1998년 6월 18일 ~ )는 일본의 축구 선수로 현재 J1리그 감바 오사카에서 뛰고 있으며 포지션은 공격수이다.

## 선수 경력

### 클럽
2016년 고향팀인 감바 오사카에 입단한 후 1군에서는 2019 시즌까지 공식전 29경기 4골을 기록하며 2018년 J리그컵 8강 진출의 성적을 거두었고 2군에서는 리그 56경기 17골을 터뜨리며 J3리그 2018 6위라는 감바 오사카 U-23팀 역사상 J3리그 최고 성적에 기여했다.
그 후 2019년 8월 19일 잉글랜드 프리미어리그의 강호 맨체스터 시티로 이적했다가 같은 해 9월 4일 스코티시 프리미어십의 하트 오브 미들로디언으로 임대 이적하여 공식전 22경기 3골을 기록하며 팀의 2019-20 스코티시컵 준우승, 2019-20 스코티시 리그컵 4강 진출에 일조했다.
2019-20 시즌 종료 후 포르투갈 프리메이라리가의 히우 아브로 또 다시 임대 이적하여 2020-21 시즌 공식전 16경기 4골을 넣은 후 2021-22 시즌을 앞두고 같은 리그의 이스토릴 프라이아로 임대 이적했다.

### 국가대표팀
일본 U-23 대표팀 소속으로 2020년 AFC U-23 챔피언십 본선에 출전하여 사우디아라비아와의 B조 조별리그 1차전에서 U-23 대표팀에서의 첫 골을 기록했으나 팀은 1무 2패·조 최하위로 일찌감치 조별리그 탈락의 고배를 마셨다.

## 수상

### 클럽
하트 오브 미들로디언
- 스코티시컵 : 준우승 (2019-20)
- 스코티시 리그컵 : 4강 (2019-20)